# Coelocorynus hiermeieri
Coelocorynus hiermeieri är en skalbaggsart som beskrevs av Franz Antoine 1999. Coelocorynus hiermeieri ingår i släktet Coelocorynus och familjen Cetoniidae. Inga underarter finns listade i Catalogue of Life.